# Prandinga
Prandinga (Stellingwerfs: Prandinge; Fries:  Prandingea) is een buurtschap in de gemeente Ooststellingwerf, in de Nederlandse provincie Friesland.
Het ligt net noordwesten van het dorp Oosterwolde. Het zuidelijke deel van de buurtschap is in het begin van de eenentwintigste eeuw opgegaan in de bebouwde kom van Oosterwolde. Wat overblijft van de buurtschap bestaat uit los gelegen woningen, voornamelijk boerderijen.
In de 1840 wordt gemeld dat de buurtschap, toen vermeld als Prantinga, door brand nog maar uit slechts één woning bestaat. Onder meer de boerderij waaruit de buurtschap is ontstaan ging verloren. Een herbouwde versie verscheen en heet de Prandingahoeve. Deze ligt aan de bebouwde kom van Oosterwolde.